# The KKK Took My Baby Away
The KKK Took My Baby Away ist ein Lied der Ramones aus dem 1981er Album Pleasant Dreams. Es wurde von Joey Ramone geschrieben und war auch die B-Seite der Single We Want the Airwaves.

## Text
Der Ich-Erzähler berichtet davon, dass seine Freundin auf dem Weg nach Los Angeles vom Ku-Klux-Klan entführt wurde und er fleht die Zuhörer an, dass diese das FBI informieren, damit diese sie ihm zurückbringen oder wenigstens herausfinden sollen, ob sie noch am Leben ist.
Um die Entstehungsgeschichte ranken sich Mythen. So wurde behauptet, dass der Text eine Anspielung auf eine interne Bandstreitigkeit sein soll. Joey soll mit dem Ku-Klux-Klan Johnny Ramone gemeint haben, der ihm seine damalige Freundin Linda ausgespannt habe. Johnny Ramone war bekannt für seine konservativen Ansichten und er ärgerte Joey oft damit, dass dieser einen jüdischen Hintergrund hatte.
Viele, darunter auch Mickey Leigh, Joeys Bruder, widersprachen dieser Theorie. Das Lied sei vor dem Bekanntwerden der Affäre geschrieben worden. Vielmehr meint Leigh, dass der Text darauf beruhe, dass Joey eine schwarze Freundin gehabt hätte und seine Eltern diese Beziehung missbilligten. Als Leigh ihn einmal darauf ansprach, was aus dieser Jugendliebe wurde, sagte dieser im Spaß „the KKK took my baby away“. Auch Marky Ramone, der einige Jahre Schlagzeuger der Ramones war, hat diese Version der Geschichte untermauert.

## Musik
Wie fast alle Ramones-Lieder handelt es sich bei The KKK Took My Baby Away um einen schnellen Punk-Rock-Song im 4/4-Takt. Das Lied besteht aus zwei Versen und einem Refrain. Anschließend werden der erste Vers und der Refrain in einer anderen Tonart wiederholt.
Nach Angaben von Joey Ramone wurde das Riff von Cheap Tricks He’s a Whore beeinflusst.

## Coverversionen
- Unter dem Titel Die Wiking-Jugend hat mein Mädchen entführt erschien eine Version des Songs von Die Ärzte. Die offizielle Veröffentlichung erfolgte als Bonustrack für die Single Friedenspanzer (1994).[6]
- MxPx veröffentlichten eine Version des Liedes auf dem Live-Album At the Show (1999). Eine separate Version für christliche Handelsketten enthält diesen Song nicht.
- Marilyn Manson coverte das Lied für das Tributalbum We’re a Happy Family: A Tribute to Ramones (2003)
- Die japanische Pop-Punk-Girl-Band Shonen Knife veröffentlichte 2011 eine Coverversion auf ihrem Ramones-Album Osaka Ramones.
- Weena Morloch veröffentlichte 2015 eine Coverversion auf dem Album Grüß Gott, wir sind die Morlochs